# قلايتشي (بوكان)
قرية قلايتشي (بالكردية: قەڵایچی) هي إحدى القرى التابعة لـفيض الله بغي في ريف قسم مركزي من مقاطعة بوكان، في محافظة أذربیجان الغربیة الإيرانية.

## السكان
حسب إحصاءات سنة 2006، بلغ إجمالي السكان في قلايتشي 101 نسمة وعدد المساكن 23 مسكن. لغة سكان قلايتشي هي اللغة الكردية و هم من أهل السنة والجماعة والمذهب الشافعي.